# Дей, Бобби
Бо́бби Дей (англ. Bobby Day), настоящее имя ─ Ро́берт Дже́ймс Бёрд (англ. Robert James Byrd); 1 июля 1928, Форт-Уэрт — 27 июля 1990, Лос-Анджелес, Калифорния) — американский певец и музыкант, наиболее известный своими рок-н-ролльными и ритм-н-блюзовыми хитами 1950-х годов «Rockin’ Robin» и «Little Bitty Pretty One» .
Роберт Джеймс Бёрд-старший родился в Техасе в 1930 году. В 1950-е годы основал музыкальную группу The Hollywood Flames, синглы которой «Buzz-Buzz-Buzz» и «Crazy» в 1957 году были хитами. Кроме того, в составе дуэта Боб и Ёрл (англ. Bob & Earl) он записал песню «Gee Wiz».
Самая известная песня в его сольном исполнении — «Rockin’ Robin» (написал которую Леон Рене, используя псевдоним Джимми Томас). Она достигла 2 места в Billboard Hot 100 и была отмечена золотым диском за продажи в более чем миллионе экземпляров.
В 1965 году написанная Бобби Деем песня «Over and Over» (сам Бобби Дей издал её на стороне «Б» сингла «Rockin’ Robin») в исполнении группы The Dave Clark Five возглавила Billboard Hot 100.

## Дискография

### Синглы
| Год  | Название                                    | Чарты | Чарты  |
| Год  | Название                                    | US    | US R&B |
| ---- | ------------------------------------------- | ----- | ------ |
| 1957 | «Little Bitty Pretty One»                   | 57    | —      |
| 1958 | «Rockin’ Robin»                             | 2     | 1      |
| 1958 | / «Over and Over»[A]                        | 41    | 1      |
| 1958 | «The Bluebird, The Buzzard, and The Oriole» | 54    | —      |
| 1959 | «That’s All I Want»                         | 98    | —      |
| 1959 | «Gotta a New Girl»                          | 82    | —      |
| 1960 | «Gee Whiz»                                  | 103   | —      |

- [A] Сторона «Б» сингла «Rockin’ Robin»